# Finsterwalde
Finsterwalde (toponimia: Grabin) es un municipio del distrito de Elba-Elster, en el sur de Brandeburgo (Alemania). Se encuentra a 112 km al sur de Berlín, 78 km al norte de Dresde, 53 km al suroeste de Cottbus y 109 km al noreste de Leipzig. Se sitúa en Schackebach un afluente del Klein Elster. La ciudad tiene una iglesia gótica construida el año (1581), un castillo, escuelas, fábricas de paño y de cigarros, industrias siderometalúrgicas, molinos y aserraderos y fábricas de máquinas de construcción. 

## Historia
El pueblo aparece mencionado por primera vez en 1288, formó parte del electorado de Sajonia en el 1635 y de Prusia en 1815. Populares son los "cuatro cantantes de Finsterwalde" y su singer - song.